# IC 4230
IC 4230 је спирална галаксија у сазвјежђу Береникина коса која се налази на листи објеката дубоког неба у Индекс каталогу.
Деклинација објекта је + 26° 44' 2" а ректасцензија 13h 21m 59,3s. Привидна величина (магнитуда) објекта IC 4230 износи 14,4 а фотографска магнитуда 15,3. IC 4230 је још познат и под ознакама UGC 8402, MCG 5-32-8, CGCG 161-32, PGC 46678.